# Paquito García
Francisco García Gómez (Oviedo, Asturias, 14 de febrero de 1938-Valencia, 21 de agosto de 2024), más conocido como Paquito, fue un futbolista y entrenador español. Fue internacional absoluto con la selección de España, formando parte del equipo que conquistó la Eurocopa 1964.
Inició su carrera profesional en el Real Oviedo durante cinco temporadas, hasta que con un tercer puesto en la temporada 1962-63, fichó por el Valencia C. F., donde disputó 302 partidos oficiales como jugador y anotó 45 goles, entre los que se incluyen los títulos de la Copa de Ferias 1962-63, la Copa de 1967, y la Primera División de España 1970-71 como capitán. También levantó la Pequeña Copa del Mundo de Clubes de 1966, pese a no contar con el reconocimiento de título mundial de la FIFA.[cita requerida]
Como técnico, evitó el descenso del Cádiz C. F. en 1985-86 a Segunda División, ascendió al Villarreal C. F. a la Primera División de España en 1999-00 y lo metió en semifinales de la Copa de la UEFA 2003-04 en su último curso como primer entrenador.[cita requerida]

## Trayectoria

### Como jugador
Se formó en los equipos inferiores del Real Oviedo, debutando con el primer equipo en un partido frente al Valencia C. F. en la temporada 1958/59. Centrocampista de técnica y fuerza, Paquito, que llegó a convertirse en ídolo de la afición azul, alcanzó su cenit en el equipo capitalino en la temporada 1962-63. Al final de la misma fue traspasado al Valencia, con el que logró una Liga (1970-71), una Copa de España (1967) y una Copa de Ferias (1963). También militó en el C. D. Mestalla en Segunda División.

### Como entrenador
Comenzó en el equipo juvenil del Valencia. Posteriormente, dirigió al Benimar, C. D. Mestalla, U. D. Alzira, C. F. Gandia, Club Atlético de Madrid "B", Real Valladolid Deportivo, C. D. Castellón, Hércules C. F., Valencia C. F., Cádiz C. F., U. E. Figueres, U. D. Las Palmas, Real Racing Club de Santander, Rayo Vallecano de Madrid, C. A. Osasuna y Villarreal C. F.. En este último equipo también asumió las funciones de secretario técnico, segundo entrenador y responsable de su escuela de fútbol, además de entrenar a uno de sus filiales, el C. D. Onda.

## Selección nacional
Fue nueve veces internacional con la selección española, con la que debutó ante Rumanía el 1 de noviembre de 1962. Estuvo presente como suplente en la primera Eurocopa ganada por su selección.